# El Paso (La Palma)
El Paso, oficialmente Ciudad de El Paso, es un municipio español situado en la isla de La Palma, provincia de Santa Cruz de Tenerife, Canarias.
Geográficamente está ubicado en el centro de la isla de La Palma, abarcando hacia el oeste con la Caldera de Taburiente, parte del Valle de Aridane, la Cumbre Nueva y la Cumbre Vieja. Es en superficie el municipio más grande de la isla, siendo el único de los 14 municipios de La Palma que carece de franja costera. En 2022 tenía una población de 7901 habitantes.
El núcleo de población tuvo sus orígenes en la etapa prehispánica de la isla. Casi con toda seguridad, por los grabados encontrados en la zona, consistió en un primer momento en un asentamiento temporal de pastores benahoaritas. Durante la colonización y casi toda la Edad Moderna el territorio actual del municipio formó parte administrativamente del Valle de Aridane. En el año 1837 se segregó de Los Llanos de Aridane constituyendo su propio ayuntamiento, y el 26 de agosto de 1910, bajo el reinado de Alfonso XIII, obtuvo el título de ciudad.
En la cumbre del municipio se encuentra el pino canario más longevo del mundo, con una edad estimada en más de 1000 años.

## Toponimia
El origen del nombre de El Paso data de los tiempos prehispánicos, cuando se cruzaba la isla por sendas debidamente trazadas, que evitaban los peligros. Al llegar las tropas castellanas se encontraron con que estos pasos ya estaban marcados en la cumbre situada al este de El Paso por donde se comunicaba una parte con otra de la isla, destacando por su importancia los de Cumbre Nueva, Cumbre Vieja y Lomo del Carbón. El fraile Juan Abreu Galindo, en su obra “Historia de la conquista de las siete islas de Canarias”, dice que Alonso Fernández de Lugo intentó entrar en La Caldera subiendo por “el paso de Ajenjo", que por memoria lo llaman el "Paso del Capitán”.
Además, señalan los historiadores que cuando en el invierno de 1492 Fernández de Lugo discutía con sus oficiales cuál sería el lugar más idóneo para entrar en el reino de Tanausú, todos coincidían en indicar: arriba por “el paso”, denominación que daban por antonomasia a la Cumbrecita o Adamancasis. Juan Álvarez traduce este topónimo benahoarita, por Paso del Capitán. De estas referencias históricas y topográficas parece proceder el topónimo de este El Paso.

## Símbolos
El 27 de abril de 1994 la comunidad autónoma de Canarias aprobó el escudo heráldico y la bandera del Ayuntamiento de El Paso. El escudo se blasona de la siguiente manera:

Escudo partido, 1.º) en campo de gules (rojo) el monolito de Idafe en su color, 2.º) en campo de oro un pino de sinople (verde) fustado en su color con un arroyo de azur (azul) que sale de su base, entado en punta de azur (azul) una cruz latina de plata. Al timbre corona real cerrada.
Boletín Oficial de Canarias 1994/052 de 27 de abril de 1994

La descripción textual de la bandera es la siguiente:

Bandera rectangular de proporciones una vez y media más largo que ancho, dividida en tres franjas de igual tamaño, con los colores blanco, verde y negro, colocadas en el orden citado. Al centro del paño el escudo.
Boletín Oficial de Canarias 1994/052 de 27 de abril de 1994

## Geografía
El término municipal de El Paso se encuentra situado en el corazón de la isla, desde parte del norte con la Caldera de Taburiente, hasta casi el sur de la isla en la frontera con el municipio de Fuencaliente. Se trata del único municipio de la isla de La Palma que carece de costa. Limita con todos los municipios de la isla excepto Tazacorte.
Tiene una extensión de 135,92 km² (siendo el municipio más extenso de la isla de La Palma) y una población que a enero de 2016 era de 7457 habitantes (INE). El centro del municipio, la Ciudad de El Paso, está situado a una altitud de 644 metros sobre el nivel del mar.

### Orografía
La Caldera de Taburiente, al norte de la zona rural, ocupa gran parte del municipio. En este encontramos la altitud máxima del municipio en la cordillera donde se encuentra el pico del Roque de los Muchachos, con 2426 msn.

### Clima
La zona urbana y rural de El Paso, así como la Caldera de Taburiente presentan un clima subtropical húmedo, con temperaturas suaves la mayor parte del año, moderadas por los vientos alisios. Sin embargo, tienen algunas variaciones puntuales tanto en verano como en invierno. De acuerdo a la clasificación climática de Köppen el clima de El Paso es de tipo Cfa (subtropical húmedo). Las temperaturas no suelen bajar de los 5°C en invierno ni superar los 31°C en época estival. Aunque también se han registrado, en invierno, temperaturas muy bajas de climas más fríos, apareciendo nieve en la zona de cumbre y placas de hielo en zonas más cercanas a la población.
| Parámetros climáticos promedio de Observatorio de El Paso (844 m s. n. m.) (Periodo de referencia: 1981-2010, Extremas 1920-2016) | Parámetros climáticos promedio de Observatorio de El Paso (844 m s. n. m.) (Periodo de referencia: 1981-2010, Extremas 1920-2016) | Parámetros climáticos promedio de Observatorio de El Paso (844 m s. n. m.) (Periodo de referencia: 1981-2010, Extremas 1920-2016) | Parámetros climáticos promedio de Observatorio de El Paso (844 m s. n. m.) (Periodo de referencia: 1981-2010, Extremas 1920-2016) | Parámetros climáticos promedio de Observatorio de El Paso (844 m s. n. m.) (Periodo de referencia: 1981-2010, Extremas 1920-2016) | Parámetros climáticos promedio de Observatorio de El Paso (844 m s. n. m.) (Periodo de referencia: 1981-2010, Extremas 1920-2016) | Parámetros climáticos promedio de Observatorio de El Paso (844 m s. n. m.) (Periodo de referencia: 1981-2010, Extremas 1920-2016) | Parámetros climáticos promedio de Observatorio de El Paso (844 m s. n. m.) (Periodo de referencia: 1981-2010, Extremas 1920-2016) | Parámetros climáticos promedio de Observatorio de El Paso (844 m s. n. m.) (Periodo de referencia: 1981-2010, Extremas 1920-2016) | Parámetros climáticos promedio de Observatorio de El Paso (844 m s. n. m.) (Periodo de referencia: 1981-2010, Extremas 1920-2016) | Parámetros climáticos promedio de Observatorio de El Paso (844 m s. n. m.) (Periodo de referencia: 1981-2010, Extremas 1920-2016) | Parámetros climáticos promedio de Observatorio de El Paso (844 m s. n. m.) (Periodo de referencia: 1981-2010, Extremas 1920-2016) | Parámetros climáticos promedio de Observatorio de El Paso (844 m s. n. m.) (Periodo de referencia: 1981-2010, Extremas 1920-2016) | Parámetros climáticos promedio de Observatorio de El Paso (844 m s. n. m.) (Periodo de referencia: 1981-2010, Extremas 1920-2016) |
| Mes | Ene. | Feb. | Mar. | Abr. | May. | Jun. | Jul. | Ago. | Sep. | Oct. | Nov. | Dic. | Anual |
| --- | --- | --- | --- | --- | --- | --- | --- | --- | --- | --- | --- | --- | --- |
| Temp. máx. media (°C) | 18.2 | 21.2 | 22.1 | 18.1 | 19.5 | 21.8 | 40 | 42 | 24.1 | 22 | 19.1 | 17.1 | 23.8 |
| Temp. media (°C) | 16.3 | 18.3 | 19.0 | 14.7 | 16 | 18.3 | 21 | 21.6 | 20.5 | 18.5 | 16 | 14.1 | 17.9 |
| Temp. mín. media (°C) | 10.3 | 15.3 | 15.9 | 11.4 | 12.6 | 14.9 | 17.4 | 17.6 | 17 | 15.1 | 13 | 11.2 | 14.3 |
| Precipitación total (mm) | 56.2 | 32 | 16 | 21 | 11 | 3 | 1 | 2 | 10 | 42 | 82 | 85 | 361.2 |
| Horas de sol | 319.73 | 307.33 | 359.31 | 377.65 | 399.79 | 406.75 | 417.84 | 406.8 | 366.56 | 339.59 | 315.98 | 301.2 | 4318.5 |
| Fuente: Agencia Estatal de Meteorología, Climate-Data.org y tutiempo.net                                                          | | | | | | | | | | | | | |

### Naturaleza

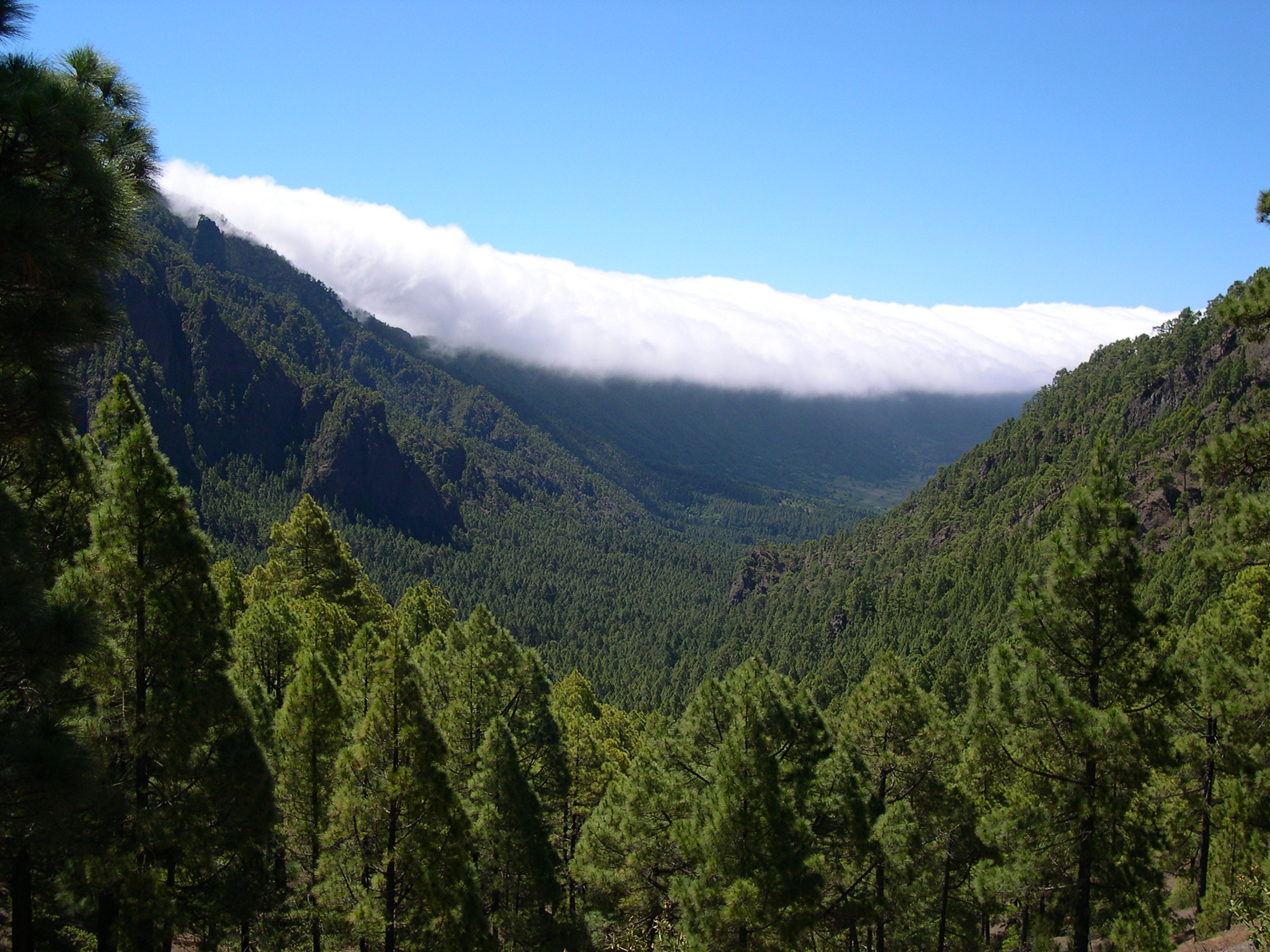
Sector este del municipio de El Paso, con la Cumbre Nueva al fondo, panorama que se ve desde La Cumbrecita hacia el sur

Desde 2002, toda la isla es Reserva de la Biosfera, siendo la tercera isla canaria a la que la Unesco reconoce con esta protección. Además, en el término municipal de El Paso se hallan algunos de los lugares con categoría especial como el parque nacional de la Caldera de Taburiente o como el parque natural de Cumbre Vieja. Otros parajes naturales de interés natural son la Cumbrecita, el Pico Bejenao, el Llano la Negra, el Pico Birigoyo, Cumbre Nueva, el volcán de Tacande o el volcán de San Juan.
El pino canario es el símbolo vegetal de la isla de La Palma, y en este municipio adquiere una dimensión muy importante pues una gran extensión del municipio está formada por bosques de pino canario. Por otro lado, la tradición pasense está ligada a la ermita de la Virgen de El Pino, donde se encuentra el pino más antiguo del mundo de su especie.

### Vulcanismo
La zona norte está dominada por la Caldera de Taburiente, una caldera submarina creada por erupciones y la erosión, que emergió hasta una altura de 3500 m s. n. m. Esta caldera es el mayor cráter emergido del mundo. El interior de la caldera se vació en el pasado geológico por una rápida emisión de lava a través de una brecha que se abrió cerca del actual Balcón de Taburiente en lo que es hoy el barranco de las Angustias. Las huellas de esta emisión de lava pueden verse en el interior de la caldera, ya que dichas huellas (barrancos en las paredes internas) están orientadas hacia el centro del cráter y no hacia el exterior, como hubiera sucedido en un cráter con erupciones explosivas (como sucedió en el Mount Saint Helens) (). La caldera mide 9 km de diámetro, 28 de circunferencia y 1 500 m de profundidad. La única salida que presenta es el Barranco de las Angustias, lugar por el que solo se puede acceder a pie. En ella solo residen dos personas encargadas de las tomas de agua. En 1954 se creó el Parque nacional de la Caldera de Taburiente.
Se encuentra rodeada por picos de entre 1700 y 2400 m de altitud, en los que está situada la mayor altitud de la isla, el Roque de los Muchachos, con 2 426 m s. n. m.

Desde la zona centro y hacia el sur del municipio se extiende una cadena montañosa de volcanes que continúa y termina en el municipio de Fuencaliente de La Palma, donde todavía existen volcanes en activo.

#### Erupciones históricas en El Paso
- 1470-1492: Montaña Quemada o volcán de Tacande.
- 1585: Volcán de Tajuya.
- 1712: Volcán del Charco.
- 1949: Volcán de San Juan, con sus cráteres del Duraznero, Hoyo Negro y Llano del Banco.
- 2021: Volcán de Tajogaite.[24][25][26]

Los datos de estas erupciones se han obtenido a través de los cráteres, los campos de cenizas y la longitud de las coladas de lava.

## Historia

### Etapa benahoarita: antes del sigloXV

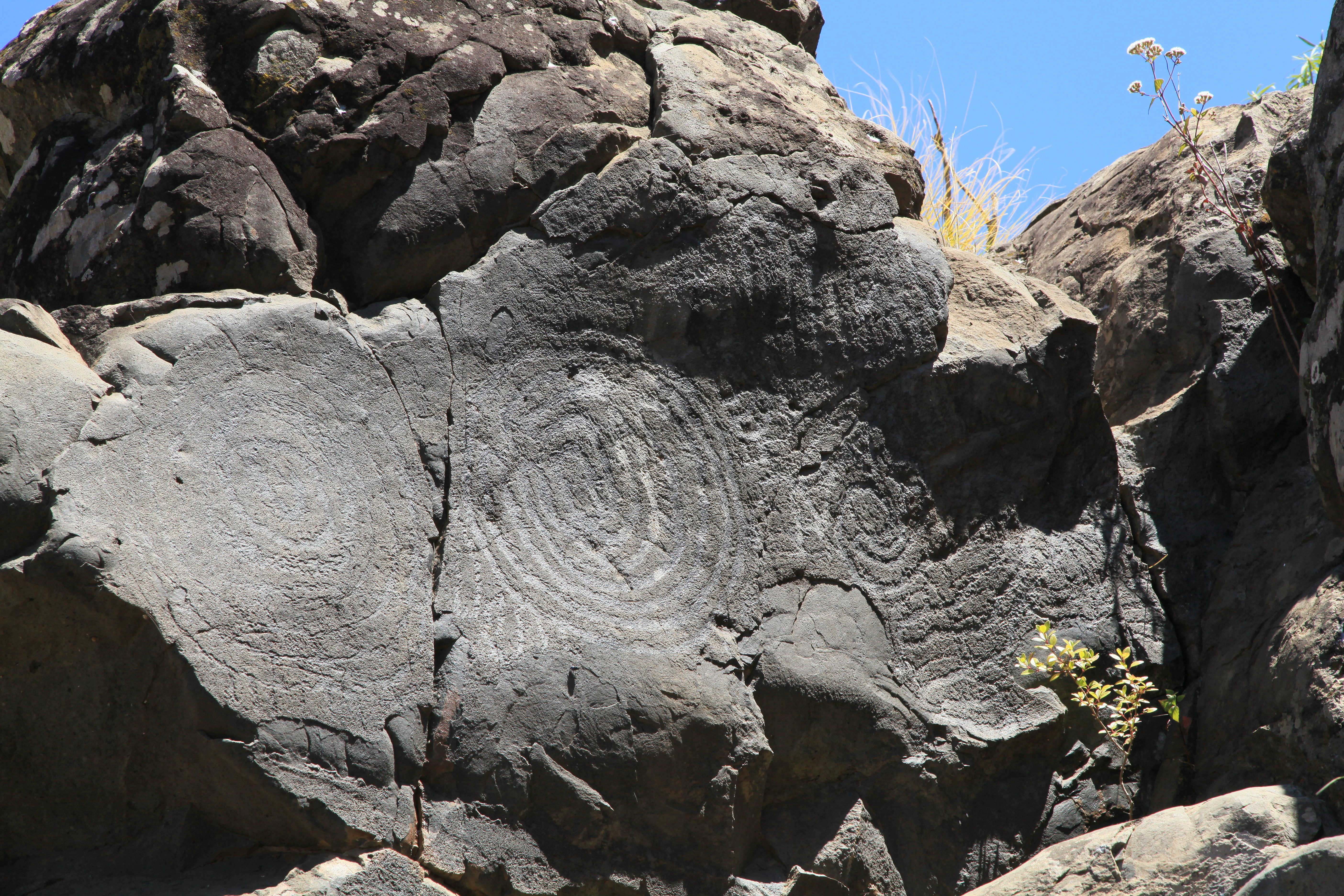
Grabados rupestres en el barranco de Tenisque de El Paso, a la altura del cementerio municipal

El actual municipio de El Paso abarca lo que fueron varios cantones aborígenes: Aceró, Aridane, Tijuya y Tamanaca. Algunas de las zonas del municipio de El Paso ha sido objeto de ocupación humana desde la época guanche (o benahoarita), desde hace aproximadamente 2 000 años, según atestiguan los yacimientos arqueológicos y huella de asentamientos humanos encontrados en la Caldera de Taburiente. Los grabados rupestres auaritas del cementerio es uno de los vestigios más importantes del pasado guanche del municipio. Además de cuevas con algunos restos de animales momificados y tumbas.

### Independencia de Los Llanos de Aridane
En la isla de La Palma, al constituir los municipios, mantuvieron su condición de ayuntamiento once pueblos designados por la Corona de Castilla, más Santa Cruz de La Palma, que contaban con empleos públicos desde que en 1634 se produjera la división de las Breñas en Alta y Baja.
La constitución del Ayuntamiento de El Paso como nueva entidad administrativa se realizó casi a la par que el municipio de Fuencaliente de La Palma, emancipado de la Villa de Mazo el 23 de febrero de 1837. Fue el diputado Antonio López Monteverde quien, en sesión de la Diputación Provincial de Canarias del 13 de abril de 1837, expresó la voluntad de los vecinos del pago de El Paso junto con el de Tacande y demás inmediatos de formar un pueblo separado de Los Llanos de Aridane con su ayuntamiento, según el artículo 83 de la Ley de 3 de febrero de 1823, alegando:

"Por distar dos-tres leguas del núcleo principal y tener tres mil almas."
López Monteverde, 13 de abril de 1837

Es así que en la sesión de 20 de abril de 1837 el municipio consigue segregarse de Los Llanos de Aridane. Se dictaron diferentes medidas para la puesta en marcha del ayuntamiento de El Paso que, no obstante, no contó con parroquia hasta 1860, que fue filial de Los Llanos hasta el año 1885, cuando consiguió su independencia parroquial por Real Orden.
Se celebraron las primeras elecciones del Ayuntamiento de El Paso el 24 de junio de 1837, en la ermita de Nuestra Señora de Bonanza, y un día después, reunidos en junta para la elección del primer grupo de gobierno, este quedó constituido por el alcalde Manuel Taño, seis regidores y un síndico procurado. Le fue concedida su secesión, por Real Decreto el día 14 de agosto de 1837, pero los expedientes y recursos por parte de ambas corporaciones, contra los acuerdos del Ministerio de la Gobernación, a causa del deslinde de los terrenos mancomunados, tuvieron eco hasta 1967, cuando El Paso promueve juicio de mayor cuantía contra los Heredamientos de las Haciendas de Argual y Tazacorte; 130 años en los que se presentaron un total de 1408 documentos entre certificaciones, planos, escritos de defensa, etc.

## Demografía
Cuenta con una población de 8156 habitantes (INE 2024).
| Gráfica de evolución demográfica de El Paso entre 1842 y 2021                                                       |
| |
| Población de derecho según los censos de población del INE Población de hecho según los censos de población del INE |

| Puesto | País         | Población |
| ------ | ------------ | --------- |
| 1.ª    | Alemania     | 585       |
| 2.ª    | Italia       | 44        |
| 3.ª    | Países Bajos | 40        |
| 4.ª    | Venezuela    | 34        |
| 5.ª    | Suiza        | 32        |
| 6.ª    | Reino Unido  | 29        |
| 7.ª    | Bélgica      | 23        |
| 8.ª    | Austria      | 14        |
| 9.ª    | Cuba         | 13        |
| 10.ª   | China        | 12        |
| 11.ª   | Francia      | 11        |
| 12.ª   | Colombia     | 9         |
| 13.ª   | Portugal     | 3         |

Del total de 7617 personas censadas en 2014, 1022 son de nacionalidad extranjera, procedentes de todos los continentes (excepto Oceanía), siendo los de nacionalidad alemana (674), holandeses (38), británicos (37) y suizos (33), las colonias más numerosas. A ese número habría que sumarle 22 personas que provienen de España, pero de fuera de las Islas Canarias. Así, el monto total de población extranjera en el municipio de El Paso ascendería a los 1044 habitantes, es decir, un 13,4 %, convirtiéndose así en el segundo municipio con más extranjeros nacionales e internacionales censados, por detrás de Los Llanos de Aridane. De este total de extranjeros inscritos en el municipio, corresponden 507 a varones, mientras que 537 son mujeres.
A partir de 2011, la población ha descendido, incluyendo la población extranjera, que a fecha de ese mismo año suponía para una población total de 7947 un 16 %, es decir, 1271 habitantes.

### Religión
La población creyente del municipio profesa mayoritariamente la religión católica, estando repartida la feligresía en tres parroquias pertenecientes al arciprestazgo de Los Llanos de Aridane de la diócesis Nivariense.
- Iglesia Nuestra Señora de Bonanza
- Iglesia de la Sagrada Familia
- Iglesia de San Nicolás de Bari

Además de las parroquias principales cuentan con dos ermitas
- San Martín de Porres
- Virgen del Pino
- Ermita de Nuestra Señora de Bonanza

La comunidad anglicana de La Palma, surgida por la inmigración británica, hace uso de uno de estas ermitas del municipio, la de San Martín de Porres, donde celebran cada domingo su celebración dominical.

## Economía
Cabe reseñar el duro golpe supuesto, no solo para este municipio sino para toda la isla, con el cierre de la fábrica de tabacos que daba empleo a unos 250 trabajadores. La fábrica tuvo su comienzo en 1923 por creación de la familia Capote, años más tarde pasó a la multinacional RJR, que la vendió a la JTI, la cual cerró las instalaciones por completo en el año 2000. En la actualidad, las antiguas naves de la fábrica de tabaco es considerada zona industrial para nuevas empresas, abarcando un gran espacio para la creación o la implantación de empresas.

### Agricultura y ganadería
La producción es mayoritariamente destinada al mercado local y se caracteriza por obtenerse en explotaciones familiares, generalmente con trabajo a tiempo parcial y en zonas de medianías.
En el municipio, la agricultura tiene un papel desatacado como elemento de conservación del medio ambiente. Los cultivos principales de la zona corresponden a:
- Viña[46]
- Almendro[47]
- Hortalizas y árboles frutales[48]

Hasta hace unas décadas hubo también una importante actividad ganadera (caprina y bovina) que desapareció.

## Administración y política

### Gobierno municipal

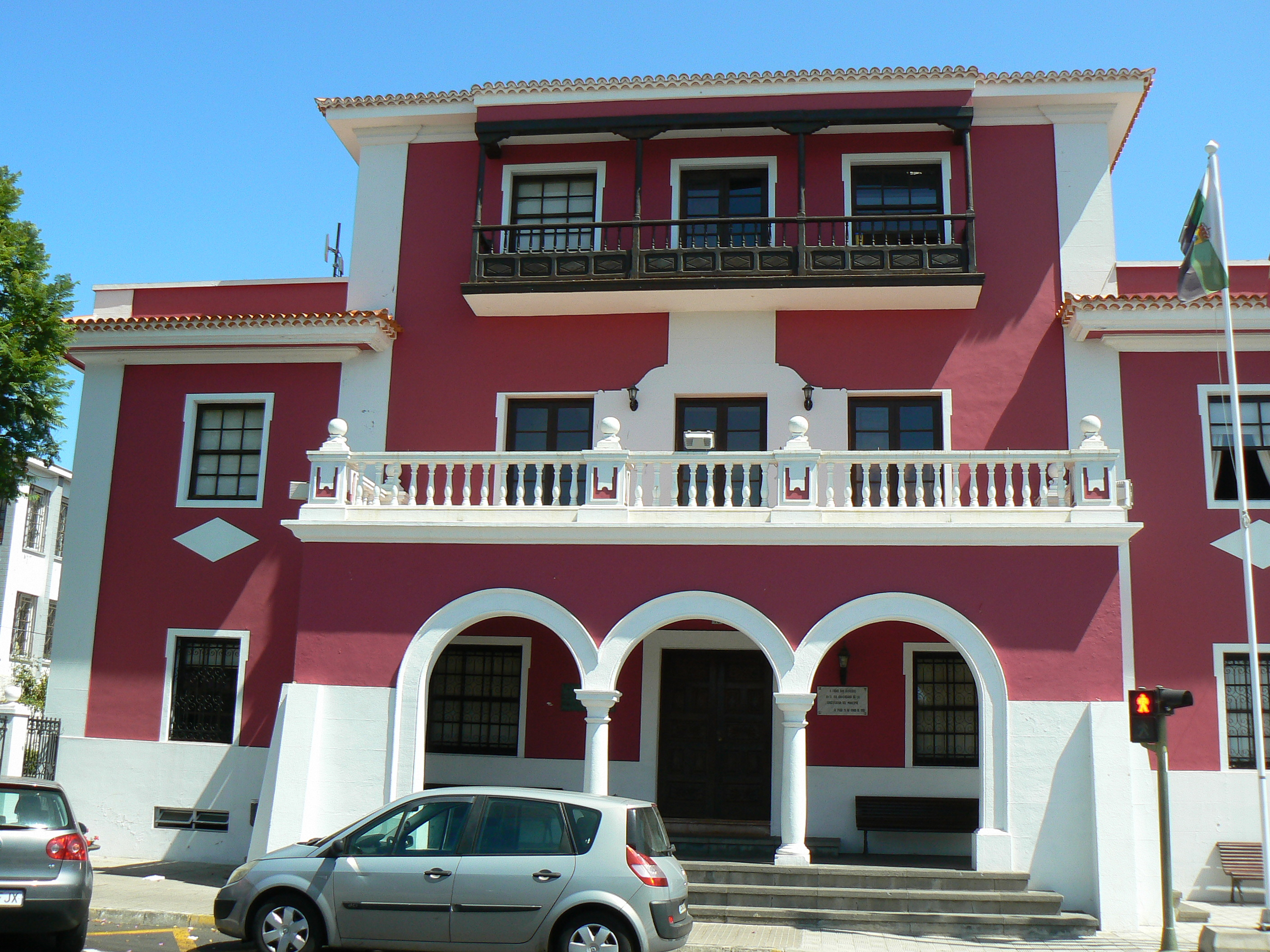
Ayuntamiento de El Paso

La Administración Local del municipio se realiza a través del Ayuntamiento de El Paso, cuyos componentes se eligen cada cuatro años por sufragio universal de todos los ciudadanos españoles y de la Unión Europea mayores de 18 años de edad que estén empadronados en el término municipal. Según lo dispuesto en la Ley del Régimen Electoral General, que establece el número de concejales elegibles en función de la población del municipio, la corporación municipal de El Paso está formada por 13 concejales. El ayuntamiento cuenta con alcalde-presidente y doce concejales más. En las elecciones del 24 de mayo de 2015 obtuvo mayoría simple Coalición Canaria, formando gobierno en coalición con PSOE. El actual equipo de gobierno está compuesto por el alcalde-presidente, cuatro teniente alcaldes y tres concejales.
| Periodo   | Nombre                            | Partido | Partido                                    |
| --------- | --------------------------------- | ------- | ------------------------------------------ |
| 1979-1983 | Miguel Ángel Hernández Martín     |         | Unión de Centro Democrático (UCD)          |
| 1983-1987 | Miguel Ángel Hernández Martín     |         | Grupo Electoral Libre de El Paso           |
| 1987-1995 | Francisco Sánchez Pérez           |         | Agrupación Palmera de Independientes (API) |
| 1995-1999 | Ángel Raúl Rodríguez Pages        |         | Partido Socialista Obrero Español (PSOE)   |
| 1999-2000 | Francisco Sánchez Pérez           |         | Coalición Canaria (CC)                     |
| 2000-2003 | Higinio Máximo Brito              |         | Coalición Canaria (CC)                     |
| 2003-2007 | Jesús Manuel Rodríguez            |         | Partido Popular (PP)                       |
| 2007-2009 | María Dolores Padilla Felipe      |         | Partido Socialista Obrero Español (PSOE)   |
| 2009-2011 | Higinio Máximo Brito              |         | Coalición Canaria (CC)                     |
| 2011-2015 | María Dolores Padilla Felipe      |         | Partido Socialista Obrero Español (PSOE)   |
| 2015-2023 | Sergio Javier Rodríguez Fernández |         | Coalición Canaria (CC)                     |
| 2023-2023 | Ángeles Fernández                 |         | Coalición Canaria (CC)                     |
| 2023-act. | Eloy Martín Barreto               |         | Coalición Canaria (CC)                     |

| Partido político                         | 2023  | 2023  | 2023       | 2019  | 2019  | 2019       | 2015  | 2015  | 2015       | 2011  | 2011  | 2011       | 2007  | 2007  | 2007       |
| Partido político                         | Votos | %     | Concejales | Votos | %     | Concejales | Votos | %     | Concejales | Votos | %     | Concejales | Votos | %     | Concejales |
| Coalición Canaria (CC)                   | 3036  | 70,35 | 10         | 2660  | 64,83 | 9          | 1604  | 44,01 | 6          | 1266  | 32,25 | 4          | 1503  | 37,50 | 5          |
| Partido Socialista Obrero Español (PSOE) | 595   | 13,78 | 2          | 814   | 19,84 | 3          | 921   | 25,27 | 3          | 1389  | 35,38 | 5          | 1564  | 39,02 | 6          |
| Partido Popular (PP)                     | 585   | 13,55 | 1          | 532   | 12,97 | 1          | 1013  | 27,79 | 4          | 884   | 22,52 | 3          | 362   | 9,03  | 1          |
| Centro Canario Nacionalista (CCN)        | —     | —     | —          | —     | —     | —          | —     | —     | —          | 335   | 8,53  | 1          | 462   | 11,53 | 1          |
| Nueva Canarias-Bloque Canarista (NCa)    | —     | —     | —          | —     | —     | —          | —     | —     | —          | —     | —     | —          | 87    | 2,17  | 0          |

#### Áreas de gobierno
El ayuntamiento recibe soporte técnico y presupuestario del Gobierno de Canarias y el Cabildo de La Palma. Para hacer más eficaz su gestión, se divide en las siguientes áreas de gobierno que conforman a su vez una relación de secciones administrativas.
- Obras, Cultura y Patrimonio Histórico: ornato, parques y jardines, cementerio (obras); biblioteca, artesanía, banda municipal (cultura) y patrimonio histórico.
- Social: menores, discapacidad, inmigración, sanidad, servicios sociales, mujer, igualdad, educación y participación ciudadana.
- Desarrollo Local: formación, agricultura, comercio, ganadería, mercadillo municipal, juventud, empleo, mayores y medio ambiente.
- Turismo, Deportes y Fiestas: fiestas, turismo y deportes
- Delegaciones y precedencias de las concejalías con delegaciones específicas y bajo la coordinación de la alcaldía: fiestas, residuos, limpieza, alumbrado público, industria, seguridad, policía local y protección civil y nuevas tecnologías.

### Organización territorial
El Paso está dividido en siete barrios o unidades poblacionales. Cada uno de los barrios cuenta con su Asociación de Vecinos, con competencias centradas en la canalización de la participación ciudadana de los mismos. La última división de El Paso data del año 1994 y estructura el municipio en los siguientes barrios: El Barrial, Las Manchas, El Paso, Paso de Abajo, Tacande, Tajuya y La Rosa. En total, suman unas 17 unidades territoriales y tres zonas diseminadas.
Desglose de población según el Padrón Continuo por Unidad Poblacional del INE:
| Núcleos            | Habitantes (2015) | Varones | Mujeres |
| ------------------ | ----------------- | ------- | ------- |
| El Barrial         | 326               | 166     | 160     |
| Las Manchas        | 648               | 329     | 319     |
| El Paso            | 2130              | 1036    | 1094    |
| Paso de Abajo      | 1329              | 649     | 680     |
| Tacande            | 727               | 384     | 343     |
| Tajuya             | 1275              | 626     | 649     |
| La Rosa            | 1128              | 567     | 561     |
| El Paso (La Palma) | 7563              | 3757    | 3806    |

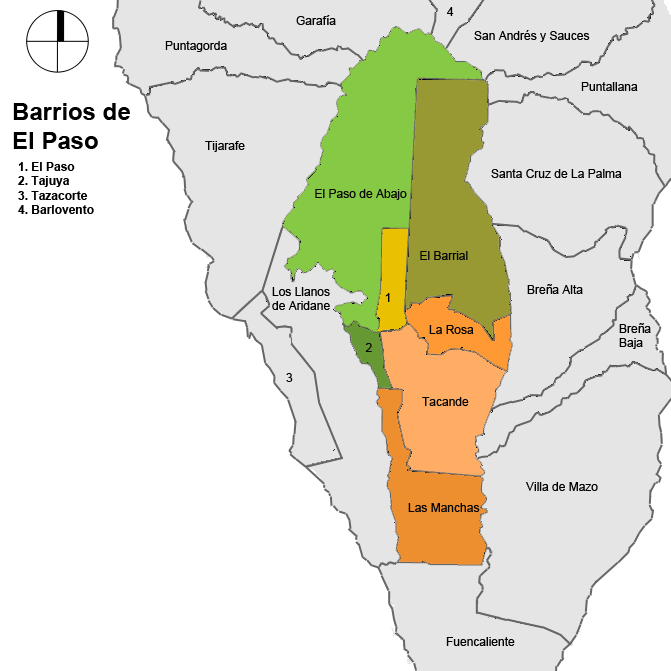
Barrios municipales de El Paso

- El Barrial: es un caserío situado al pie de la ladera del Bejenao, junto al barranco de Tenisca. Es una zona donde existe un buen suelo agrícola producto de los derrubios acumulados sobre una corriente de lava subreciente, abundando el cultivo del almendro. El poblamiento aparece muy disperso y está dividido en Barrial de Arriba, Barrial de Enmedio, y Barrial de Abajo.[57]
- Las Manchas: es uno de los barrios más singulares, pues pertenece a los municipios de El Paso y Los Llanos de Aridane. Es una zona de interés histórico y geográfico, en especial por el territorio volcánico en el que se encuentra, siendo un foco turístico y cultural de los dos municipios. A finales del Siglo XV, dicha zona formaba parte de los cantones aborígenes de Tihuya y Tamanaco.
- El Paso: Es el casco del municipio, aquí se encuentra toda la administración pública, política y educativa. Aparte de las instituciones, se ubican en él diversos comercios, siendo una de las principales zonas comerciales del Valle de Aridane.[58]
- Paso de Abajo: situado en la parte baja oeste de la ciudad, conecta con la urbe del municipio de Los Llanos de Aridane.
- Tacande: Uno de los mayores accidentes geográficos se encuentra en este barrio: el volcán de Tacande. En este barrio se encuentra la casa del Alma de Tacande, famosa leyenda del municipio que ha sido investigada y llevada a las pantallas.[59] Junto con Tajuya, es uno de los dos barrios que conserva toponimia de la época prehispánica.
- Tajuya: En 1585 entra en erupción el volcán Tajuya o de Jedey, las lavas de este volcán produjeron una "isla baja" que hoy se conoce como Charco Verde y Puerto Naos.[60] El topónimo de Tajuya proviene de la época de los benahoaritas que denominaban a este territorio Tijuya. En la actualidad Tajuya es un territorio más pequeño de lo que acaparaba en la etapa aborigen, pues Tijuya discurría hasta la costa.[61]
- La Rosa: situado en la parte alta del municipio de El Paso.

## Cultura

### Instalaciones culturales
- Teatro Monterrey: Inaugurado en diciembre de 1926 por Víctor Monterrey. Fue en su época el teatro más popular y conocido de la isla. En él se celebraban banquetes, cenas, almuerzos espectáculos y bailes. Después de casi 30 años cerrado ha reabierto sus puertas.[62]
- Museo de la seda: Las sedas de La Palma están consideradas de las mejores obras de arte en el mundo. En la actualidad quedan menos de 15 personas en la isla dedicadas a esta labor. En él se encuentran elementos para el desarrollo de este textil como antaño, y su actual producción sigue los mismos usos y costumbres.

### Eventos culturales
- Bajada de la Virgen del Pino de El Paso
- Día Típico
- Carnaval de El Paso
- Fiesta del Sagrado Corazón de El Paso
- Fiestas de Fátima
- Fiestas de las Canales
- Fiesta de las Manchas

### Fiestas
La celebración más destacada de El Paso tiene lugar en las denominadas fiestas de la Bajada de la Virgen del Pino que cada tres años se desplaza, el segundo sábado de agosto, desde la ermita de la Virgen del Pino hacia en centro de la ciudad hasta el día de su onomástica, el 8 de septiembre. Durante estas celebraciones, aparte de la romería que acompaña a la imagen hasta el centro de El Paso y viceversa, se hace exposiciones de arte, conciertos musicales y la danza tradicional, juegos tradicionales, jornadas de cine, etc.
El carnaval es otra de las fiestas del municipio realizada durante los meses de febrero y marzo.
| Fecha           | Nombre                       | Notas                     |
| --------------- | ---------------------------- | ------------------------- |
| 1 de enero      | Año Nuevo                    |                           |
| 6 de enero      | Día de Reyes                 |                           |
| 1 de mayo       | Día del Trabajo              |                           |
| 30 de mayo      | Día de Canarias              |                           |
| 5 de agosto     | Nuestra Señora de las Nieves | Patrona de La Palma       |
| 2 de septiembre | Día típico                   | Fiesta propia de El Paso  |
| 8 de septiembre | Festividad Virgen del Pino   | Fiesta local de El Paso   |
| 12 de octubre   | Día de la Hispanidad         | Fiesta Nacional de España |
| 1 de noviembre  | Todos los Santos             |                           |
| 6 de diciembre  | Día de la Constitución       |                           |
| 8 de diciembre  | Inmaculada Concepción        |                           |
| 25 de diciembre | Navidad                      |                           |

Los santos patronos de la ciudad y del municipio de El Paso son la Virgen del Pino, que se venera en la ermita del Pino de la Virgen, cuyo onomástico es el 8 de septiembre, y Nuestra Señora de Bonanza, que se celebra el 8 de diciembre.
Traslado de la Virgen del Pino
En este aspecto, es también importante señalar el traslado cada tres años de la Virgen del Pino (patrona también de la isla de Gran Canaria), desde la cumbre del municipio en el preparque de la Caldera de Taburiente a la Ciudad de El Paso. Allí reposa durante todo un mes y es devuelta a la ermita hasta otros 3 años.

### Deporte
La infraestructura deportiva de El Paso está compuesta por instalaciones deportivas de gestión municipal e instalaciones polideportivas para la práctica del deporte de base.

#### Instalaciones deportivas municipales
Para la práctica de deportes la ciudad dispone de las siguientes instalaciones que son gestionadas por el Área Municipal de Deportes:
- Estadio Municipal de El Paso
- Skatepark Las Canales
- Canchas y Pista de Tenis El Paso
- Polideportivo municipal de El Paso
- Campo de Lucha Las Manchas
- Recinto ferial de El Paso
- Gimnasio Colegio Adamancasis
- Antiguo Colegio Adamancasis
- Polideportivo IES El Paso
- Parque Infantil plaza Francisca Gazmira

Además de estos recintos, el municipio cuenta con el uso de las instalaciones del Colegio de Tacande, el Aula CEIP La Rosa, Colegio de Jedey, Colegio Arcoíris de Tendiña y el IES El Paso para los desarrollos de las actividades deportivas del municipio.

#### Eventos deportivos

##### Campeonatos de Lucha canaria

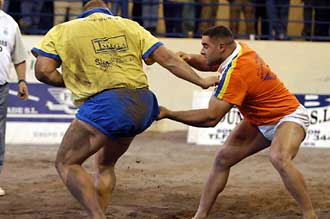
Una luchada

La lucha se desarrolla dentro de un círculo, generalmente de arena, denominado terrero. En él, dos luchadores se enfrentan intentando derribarse. En La Palma existen 10 terreros profesionales distribuidos por nueve municipios, uno de estos se encuentra en el municipio del paso en el barrio de Las Manchas. Donde tienen lugar enfrentamientos de lucha en el marco del Campeonato de Lucha de La Palma y el Campeonato de Lucha de Canarias.

##### Carreras de montaña
- La Reventón Trail es una carrera trail de montaña, se basa en un recorrido muy exigente con diferentes recorridos de diferentes kilómetros de distancia, así como diferente desnivel acumulado. En el año 2016 fue Campeonato de España de Trail (RFEA).[66]
- La Transvulcania es una ultramaratón de montaña, se basa en un recorrido muy exigente de algo más de 73 km de distancia y 8500 m de desnivel acumulado. Desde 2012, puntúa para el Campeonato del Mundo de Carreras de Montaña. Por El Paso pasa parte de su recorrido.

## Servicios

### Educación
La oferta de centro educativos públicos se compone de cinco colegios de educación infantil y educación primaria, siendo el principal el situado en el centro de la ciudad: CEIP Adamancasis. También un Instituto de Educación Secundaria en el que también se pueden cursar grados de formación media: IES El Paso.
Además el municipio cuenta desde hace décadas con una biblioteca municipal, ubicada en un edificio de la casa de la cultura y que sirve de lugar de estudio.

### Sanidad
Para la atención primaria existe un centro de salud completo en el núcleo urbano principal, que cuentan con la existencia de una ambulancia y ofrece una amplia gama de servicios sanitarios). Está dentro de la denominada zona Básica de Salud de El Paso: comprendiendo los términos municipales de El Paso: El Barrial, Las Manchas, El Paso, Paso de Abajo, Tacande, Tajuya y La Rosa.
Asimismo, el municipio cuenta con dos Farmacias. Los locales se encuentran en el centro del municipio, en dos de sus calles más transitadas.

### Servicios sociales
Para las personas de la tercera edad que requieren un lugar de ocio y sociabilidad, existe un centro de día llamado Asociación de la Tercera Edad. El edificio se encuentra en la calle Tanausú, tiene dos plantas de altura y está adaptado para personas con minusvalías

### Transporte

#### Red viaria
El municipio está situado en la confluencia de la LP-3, que atraviesa la isla desde Santa Cruz de La Palma y llega al Valle de Aridane, acabando en el Empalme de Tajuya. Además, de esta vía surgen otras carreteras:
- La LP-212 que conecta el centro de El Paso con el barrio de Las Manchas.
- La LP-2 que baja desde El Paso al sur, Fuencaliente de La Palma.
- La LP-301, que lleva desde Cumbre Nueva hasta Breña Alta. Corresponde al antiguo camino antes de que se abriera el túnel de la cumbre.

#### Transporte insular
El municipio cuenta con una guagua de transporte urbano, así como líneas insulares que cruzan por algunos de los barrios de El Paso:
| Línea | Trayecto                                    | Recorrido     |
| ----- | ------------------------------------------- | ------------- |
| 8     | Los Llanos – El Paso – Los Llanos           | Horario/Línea |
| 210   | Los Llanos – Las Manchas – Fuencaliente     | Horario/Línea |
| 300   | S/C Palma – Hospital – El Paso – Los Llanos | Horario/Línea |

## Localidades hermanadas
El municipio de El Paso está hermanado con:
- El municipio de Teror, en Gran Canaria, desde el 12 de abril de 2012.[72]